# Peristrophe transvaalensis
Peristrophe transvaalensis là một loài thực vật có hoa trong họ Ô rô. Loài này được Balkwill mô tả khoa học đầu tiên.